# Cuatro estaciones: Primavera
Cuatro estaciones: Primavera es el primer EP del cantante venezolano Lasso. Se lanzó el 29 de mayo de 2020 a través de Universal Music.
El álbum se caracteriza por el estilo clásico de Lasso, con una combinación de ritmos fluidos y suaves entre balada romántica, urbano y pop. Es el primero de cuatro EPs de la serie "Cuatro estaciones".
Se desprenden del mismo, algunos sencillos como: «Subtítulos» y «Kamikaze». En este álbum, está incluida la participación de Danna Paola e Isabela Souza.

## Lista de canciones
| N.º | Título                                 | Duración |  |
| 1.  | «Rompecabezas»                         | 3:18     |  |
| 2.  | «Cerebro»                              | 2:54     |  |
| 3.  | «Kamikaze»                             | 2:54     |  |
| 4.  | «Subtítulos» (con Danna Paola)         | 3:12     |  |
| 5.  | «Vamos a mi ritmo» (con Isabela Souza) | 3:05     |  |